# Legio XIX
Die Legio XIX war eine Legion der römischen Armee. Sie wurde vermutlich unter Octavian während des Bürgerkrieges um 41/40 v. Chr. aufgestellt. Ein Bezug zu den Bürgerkriegslegionen Caesars und Pompeius’, die beide über eine 19. Legion verfügten, oder zur Legio XIX Classica Marc Antons ist nur hypothetisch.
In Forschung und Historie bekannt wurde die Legion nach Ausgrabungen im Römerlager Dangstetten (1967), da sie nach Teilnahme unter Tiberius in den Augusteischen Alpenfeldzügen 15 v. Chr. als erste römische Legion dauerhaft über den Hochrhein nach Germanien übersetzte.

## Geschichte der Legion
Nach Vermutungen war die Legion nach der Schlacht von Actium (31 v. Chr.) in Aquitanien stationiert. Im Jahr 30 v. Chr. wurden Veteranen der Legio XIX in der Gegend von Pisa angesiedelt.

### Am Niederrhein
Später wurde die Legio XIX nach Niedergermanien verlegt. Wann die Legion an den Rhein kam, ist unbekannt. Ein Zwischenaufenthalt dieser Legion in Köln ist möglich. Teile von ihr lagerten zeitweise in Haltern. Dort wurde bei den Grabungen 1971 das Westtor des ehemaligen Hauptlagers freigelegt. Ein Archäologe fand in einer Grube an der Via Principalis einen Bleibarren mit der Gewichtsangabe von 64 kg und der Inschrift LXIX (= Legio XIX), der das erste im Invasionsgebiet zwischen Rhein und Elbe zutage gekommene archäologische Zeugnis ist, das eine der drei in der Varusschlacht vernichteten Legionen nennt.

### Dritter Augusteischer Alpenfeldzug
15 v. Chr. nahm die Legion im Feldzug zur Eroberung des mittleren Alpenraums und seinem Vorfeld (die heutige Schweiz bis zum Hochrhein) mit einer Zangenbewegung teil. Sie zählte zur westlichen Heeresgruppe des späteren Kaisers Tiberius, die östliche wurde von seinem Bruder Drusus geführt. Durch die Ausgrabungen bei Dangstetten im Landkreis Waldshut 1967 konnte durch den Fund von drei militärischen Anhängern mit der Prägung XIX im damals neuentdeckten Legionslager, die Anwesenheit der Legio XIX oder eines großen Teils von ihr vor Ort nachgewiesen werden.
Bestätigt wurde die Anwesenheit der Legion im süddeutschen Raum in jüngster Zeit durch drei gestempelte Katapultpfeilspitze vom Döttenbichl bei Oberammergau. Weitere Zeugnisse aus Augsburg und dem Mont Terri (CH) sind ebenfalls mit dem Alpenfeldzug in Verbindung zu bringen. Es wurde bereits früher angenommen, dass Einheiten (Vexillationen) der Legion an verschiedene Orte abkommandiert gewesen sein könnten.
Ebenfalls aufgrund jüngerer Bewertungen von Funden im Lager Dangstetten wird angenommen, dass der spätere Feldherr Varus in der legendär so bezeichneten Schlacht im Teutoburger Wald zuvor Legat der Legio XIX war, wie eine neue Lesung der Inschrift auf einer Bleischeibe zeigt, die im Lager gefunden wurde.

### Einsatz in Pannonien
Tiberius führte 6 n. Chr. mindestens acht Legionen (Legio VIII Augusta und Legio XV Apollinaris aus Pannonia, die Legio XX Valeria Victrix aus Illyricum, die Legio XXI Rapax aus Raetien, sowie die Legio XIII Gemina, Legio XIV Gemina und Legio XVI Gallica aus Germania superior und eine unbekannte Einheit) von Süden gegen Marbod, den Markomannenkönig, während die Legio I Germanica, Legio V Alaudae, Legio XVII, Legio XVIII und Legio XIX von Norden anmarschierten. Das stellte die Hälfte des gesamten Militärpotentials der Römer zu dieser Zeit dar. Kurz nach Beginn des Feldzugs im Frühjahr des Jahres 6 brach Tiberius ihn jedoch wieder ab, als er die Nachricht vom Pannonischen Aufstand erhielt. Dazu schloss Tiberius noch einen Freundschaftsvertrag mit Marbod, um sich den Rücken gegen die Aufständischen frei zu halten.

## Untergang in der Varusschlacht

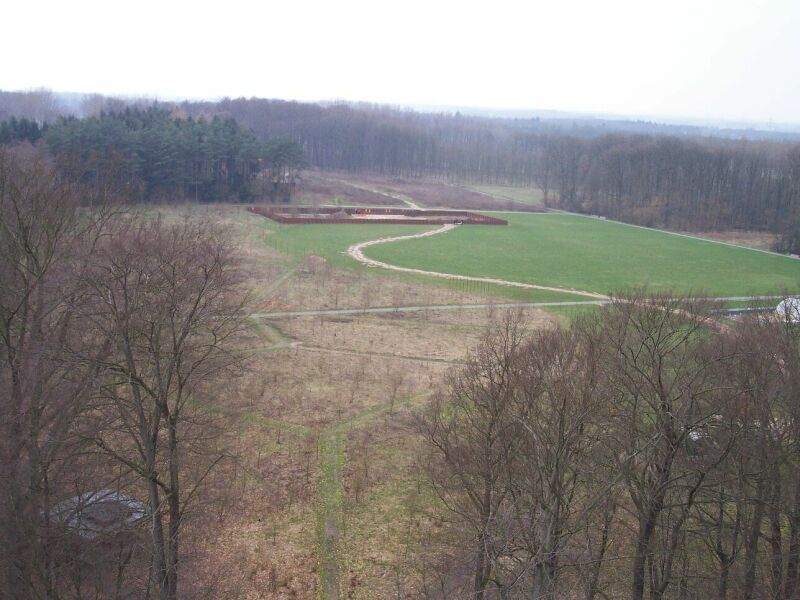
Ausgrabungsbereich der Fundregion Kalkriese

Die Legio XIX gehörte mit der 17. und 18. Legion zum Heer des Statthalters Publius Quinctilius Varus, das im Jahr 9 n. Chr. in der  Varusschlacht (Clades Variana) vernichtet wurde. Die Aquila (Legionsadler) der Legion wurde durch Germanicus im Jahr 15 n. Chr. von den Brukterern wiedergewonnen.

### Metallurgische Untersuchung
Durch Förderung der Volkswagen-Stiftung wurden für eine Doktorarbeit am Deutschen Bergbaumuseum in Bochum Buntmetallfunde aus Bronze und Messing von Ausrüstungsgegenständen römischer Legionen an sieben Legionsstandorten in Deutschland chemisch untersucht, deren Ergebnisse das Varusschlacht-Museum in Bramsche 2022 bekannt gab.

„Für das Forschungsprojekt wurden mehr als zwei Jahre lang rund 550 Proben entnommen […] Da sich die Bundmetalle römischer Legionen in ihrer Zusammensetzung unterscheiden lassen, sei aufgrund der Befunde die 19. Legion […] in Kalkriese nachweisbar.“

Der Abgleich der Funde ergab signifikante Übereinstimmungen zwischen den Buntmetallfunden  aus Kalkriese und denen der Römerlager Dangstetten und Haltern, in denen die 19. Legion Jahre vor der Varusschlacht stationiert war.
Die Untersuchung sei ein Indiz dafür, dass Kalkriese nicht – wie auch angenommen – der Ort einer sechs Jahre später stattgefundenen Schlacht „unter dem Feldherrn Germanicus im Zuge der römischen Rachefeldzüge war“.

## Epigraphische Quellen
Mehrere Angehörige der Legio XIX sind namentlich bekannt: Der ranghöchste ist der Militärtribun Gnaeus Lerius, den seine Mitbürger in Fulginiae (Umbrien) durch eine Inschrift ehrten. Centurio dieser Legion war auch Sextus Abulenius, der nach seinem Ausscheiden aus dem Heer höchste Ämter in seiner Heimatstadt Urbinum (Umbrien) bekleidete. Veteranen der XIX. Legion werden in der Grabinschrift für Marcus Virtius aus Luna (Etrurien) und des Lucius Artorius aus der Umgebung von Ravenna genannt. Unbekannt bleibt dagegen die Dienststellung des Sextus Anquirinnius, dessen Grabstein in Portus Pisanus/Livorno gesetzt wurde.